# ДШК

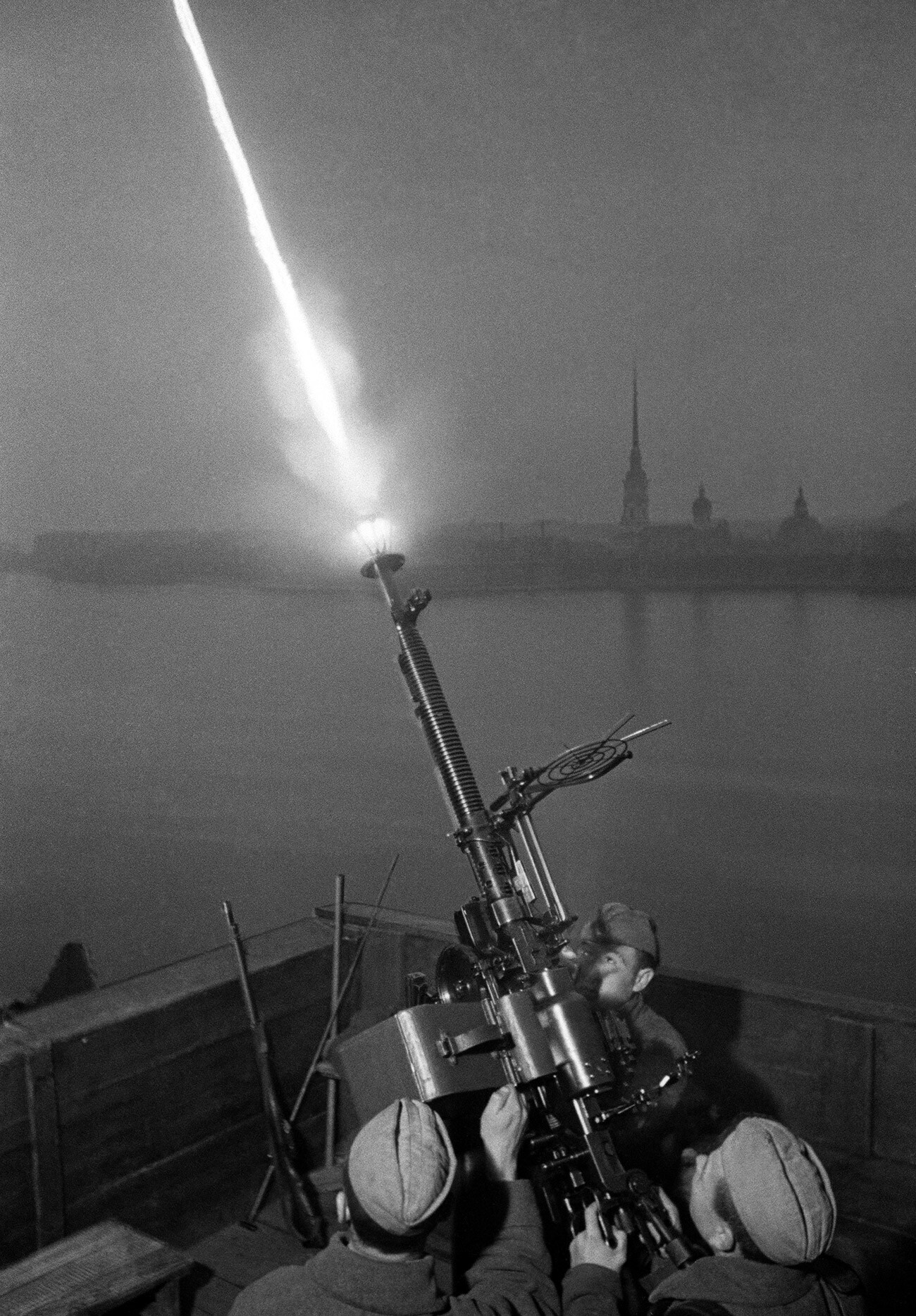
Расчёт сержанта Фёдора Коноплёва ведёт огонь по самолётам, Ленинград, 9 октября 1942 года.

ДШК (Дегтярёва — Шпагина крупнокалиберный пулемёт, индекс ГРАУ — 56-П-542) — советский станковый крупнокалиберный пулемёт под патрон 12,7×108 мм. Разработан на основе конструкции крупнокалиберного станкового пулемёта ДК.
В феврале 1939 года ДШК был принят на вооружение РККА под обозначением «12,7-мм крупнокалиберный пулемёт Дегтярёва — Шпагина образца 1938 года».
При сохранении принципа работы автоматики и схемы запирания канала ствола пулемёта ДК был полностью изменён механизм питания (он обеспечивал подачу патронной ленты либо с правой стороны, либо с левой). Соответственно, иной стала и конструкция патронной ленты (так называемая типа «краб»). Дульный тормоз имел другую конструкцию.
Крупнокалиберный пулемёт образца 1938/46 гг. отличается сравнительно большой эффективностью стрельбы. По дульной энергии, которая составляла от 18,8 до 19,2 кДж, он превосходил почти все существующие системы пулемётов подобного калибра. Благодаря этому достигнуто большое пробивное действие пули по бронированным целям: на дальности 500 м она пробивает стальную броню высокой твёрдости толщиной 15 мм (20 мм брони средней твёрдости тип RHA).
Пулемёт обладает достаточно высоким темпом стрельбы, что обусловливает эффективность огня по быстродвижущимся целям. Сохранению высокого темпа стрельбы, несмотря на увеличение калибра, способствовало введение буферного устройства в затыльнике пулемёта. Упругий буфер смягчает также удары подвижной системы в крайнем заднем положении, что благоприятно сказывается на живучести деталей и меткости стрельбы.

## История создания
Задание на создание первого советского крупнокалиберного пулемёта, предназначенного в первую очередь для борьбы с самолётами на высотах до 1500 метров, было выдано к тому моменту уже весьма опытному и хорошо известному оружейнику Дегтярёву в 1929 году. Менее чем через год Дегтярёв представил на испытания свой пулемёт калибра 12,7 мм, и с 1932 года началось мелкосерийное производство пулемёта под обозначением ДК (Дегтярёв, Крупнокалиберный). В целом ДК повторял по конструкции ручной пулемёт ДП-27 и имел питание из отъёмных барабанных магазинов на 30 патронов, устанавливавшихся на пулемёт сверху. Недостатки такой схемы питания (громоздкость и большой вес магазинов, низкая практическая скорострельность) вынудили прекратить выпуск ДК в 1935 году и заняться его усовершенствованием. К 1938 году конструктор Шпагин разработал модуль ленточного питания для ДК.
26 февраля 1939 года усовершенствованный пулемёт был принят на вооружение РККА под обозначением «12,7 мм крупнокалиберный пулемёт Дегтярёва — Шпагина образца 1938 года — ДШК».
Массовый выпуск ДШК был начат в 1940—1941 годах.
ДШК использовались в качестве зенитных, в качестве оружия поддержки пехоты, устанавливались на бронетехнику (в конце 1930-х годов один пулемёт был установлен на опытный бронеавтомобиль ЛБ-НАТИ и ещё один — на опытный броневик ЛБ-62, позднее их начали устанавливать на лёгкие танки Т-40) и малые корабли (в том числе торпедные катера). В соответствии со штатом стрелковой дивизии РККА № 04/400-416 от 5 апреля 1941 года, штатное количество зенитных пулемётов ДШК в дивизии составляло 9 штук.
На 1 января 1941 года в РККА числилось 1972 пулемёта ДШК, 5 из которых подлежали списанию.
К началу Великой Отечественной войны Ковровским механическим заводом было выпущено около 2 тыс. пулемётов ДШК.
9 ноября 1941 года было принято постановление ГКО № 874сс «Об усилении и укреплении противовоздушной обороны Советского Союза», которое предусматривало перераспределение пулемётов ДШК для вооружения создаваемых подразделений войск ПВО.
К началу 1944 года было выпущено свыше 8400 пулемётов ДШК.
До конца Великой Отечественной войны было выпущено 9 тысяч пулемётов ДШК, в послевоенное время выпуск пулемётов продолжался.
Модернизированный пехотный пулемёт
По опыту войны пулемёт был модернизирован (изменены конструкция узла подачи ленты, крепление ствола) и в 1946 году принят на вооружение Советской Армии под обозначением ДШКМ (Индекс ГАУ — 56-П-542М). При этом первые 250 штук ДШКМ были выпущены в феврале 1945 года — ещё до того, как оружие было официально принято на вооружение.
Танковый зенитный пулемёт
В качестве зенитного пулемёта ДШКМ устанавливается на танках Т-10, Т-54, Т-55, Т-62 и других боевых машинах, в варианте для установки на бронетехнике пулемёт имеет наименование ДШКМТ или кратко ДШКТ.

## Конструкция
Крупнокалиберный пулемёт ДШК представляет собой автоматическое оружие, построенное на газоотводном принципе. Запирание ствола осуществляется двумя боевыми личинками, шарнирно укрепленными на затворе, за выемки в боковых стенках ствольной коробки. Режим огня — только автоматический, ствол несъёмный, оребренный для лучшего охлаждения, оснащён дульным тормозом.

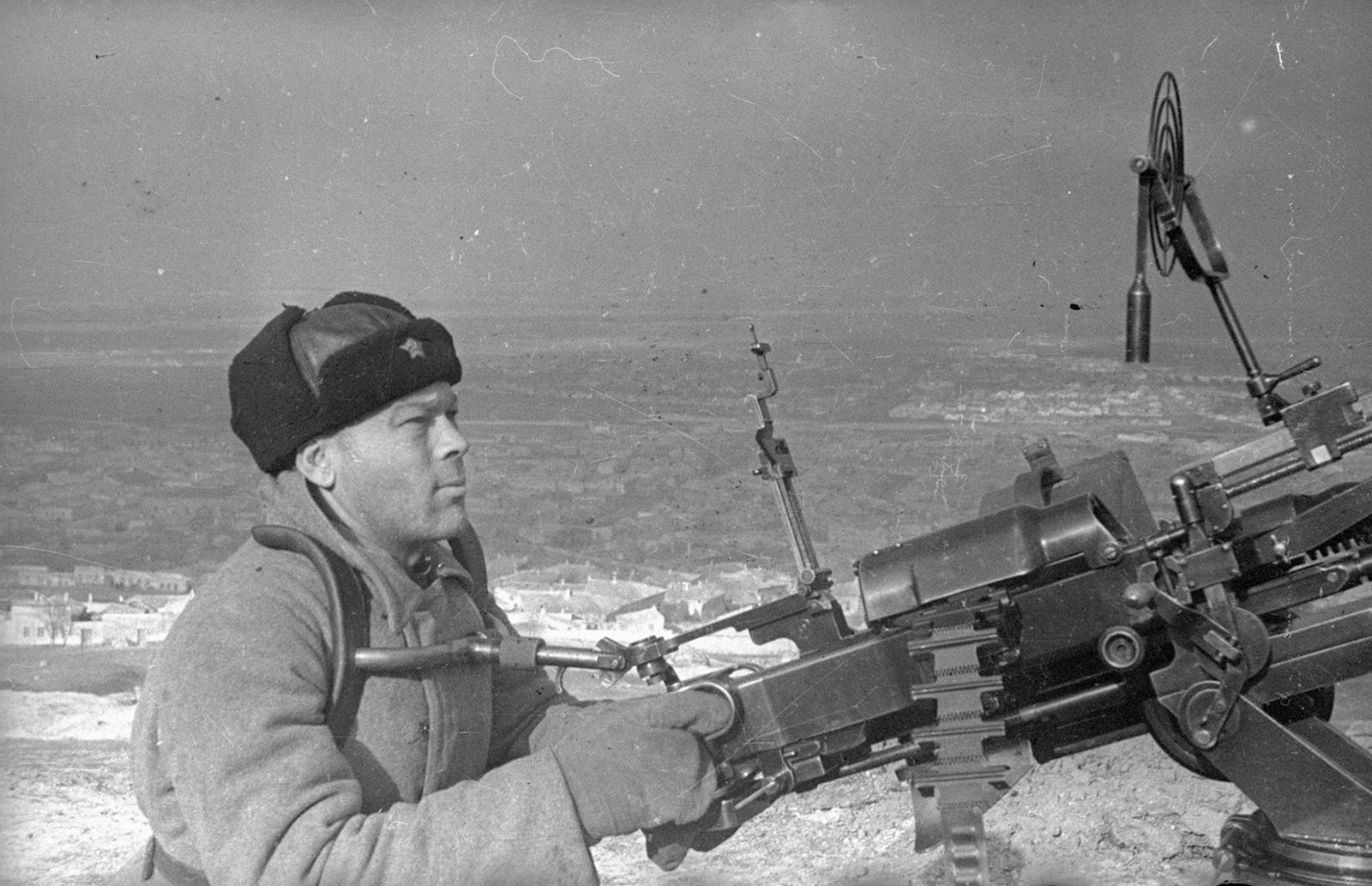
Красноармеец С. Снимушкин у прицела зенитного пулемета ДШК на горе Митридат, Керчь, 1944 год, Фотохроника ТАСС, фото Е. Халдея

Питание осуществляется из нерассыпной металлической ленты, подача ленты — с левой стороны пулемёта. У ДШК устройство подачи ленты было выполнено в виде барабана с шестью открытыми каморами. Барабан при своем вращении подавал ленту и одновременно извлекал из неё патроны (лента имела разомкнутые звенья). После прихода каморы барабана с патроном в нижнее положение патрон подавался в патронник затвором. Привод устройства подачи ленты осуществлялся при помощи расположенного с правой стороны рычага, качавшегося в вертикальной плоскости, когда на его нижнюю часть воздействовала рукоятка заряжания, жёстко связанная с затворной рамой. У пулемёта ДШКМ барабанный механизм заменён на более компактный ползунковый, так же приводимый в действие аналогичным рычагом, связанным с рукояткой заряжания. Патрон извлекался из ленты вниз и затем напрямую подавался в патронник.
В затыльнике ствольной коробки смонтированы пружинные буфера затвора и затворной рамы. Огонь вёлся с заднего шептала (с открытого затвора), для управления огнём использовались две рукоятки на затыльнике и спаренные спусковые крючки. Прицел рамочный, на станке также имелись крепления для зенитного ракурсного прицела.
Пулемёт использовался с универсального станка системы Колесникова. Станок оснащался съёмными колесами и стальным щитом, а при использовании пулемёта в качестве зенитного колеса и щит снимались, а задняя опора разводилась, образуя треногу. Кроме того, пулемёт в роли зенитного комплектовался специальными плечевыми упорами. Основным недостатком этого станка был его большой вес, ограничивавший мобильность пулемёта. Кроме станка, пулемёт применялся в башенных установках, на дистанционно управляемых зенитных установках, на корабельных тумбовых установках.

## Переделка пулемёта в пехотный вариант
В ходе столкновений на Донбассе, а далее и во время Вторжения России на Украину, было замечено использование Вооружёнными силами Украины модифицированных пулемётов, известных под условным названием «ДШКМ-ТК» (тактический комплект), для стрельбы с сошек. Для этой цели пулемёты оборудуются самими сошками, прикладом, массивным дульным тормозом-компенсатором для уменьшения отдачи и модифицированным ударно-спусковым механизмом. По словам военных, эти модификации исправляют некоторые недостатки станковых ДШК, а именно — значительный вес и низкую стабильность при стрельбе очередями.

## Производство
- Иран: лицензионное производство на Defense Industries Organization под индексом MGD;[10][11][12][13]
- Китай: бывший производитель, производился под индексом Тип 54;[11][14]
- Пакистан: производится фирмой Pakistan Ordnance Factories под индексом Тип 54;[11][15]
- Румыния: по состоянию на начало 2015 года, ДШКМ выпускается на предприятии «Куджирский механический завод» (филиалом компании Romarm) в городе Куджир;[11][16][17]
- СССР: бывший производитель;[11]
- Чехословакия: производился под индексом TK vz. 53 (Těžký kulomet vzor 53);[11]
- Югославия: бывший производитель[11]

## На вооружении

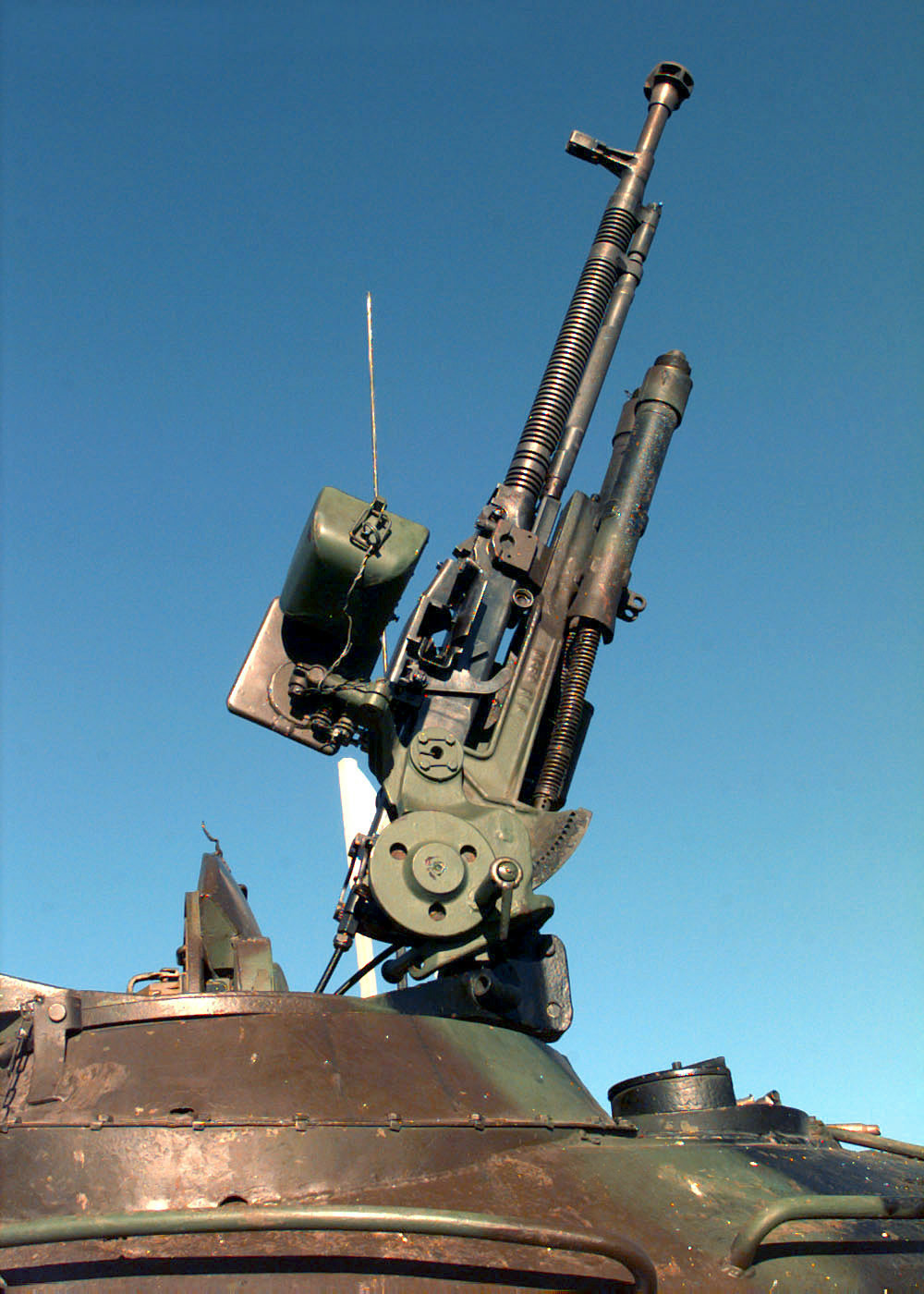
Зенитный пулемёт ДШКМ на танке Т-55.
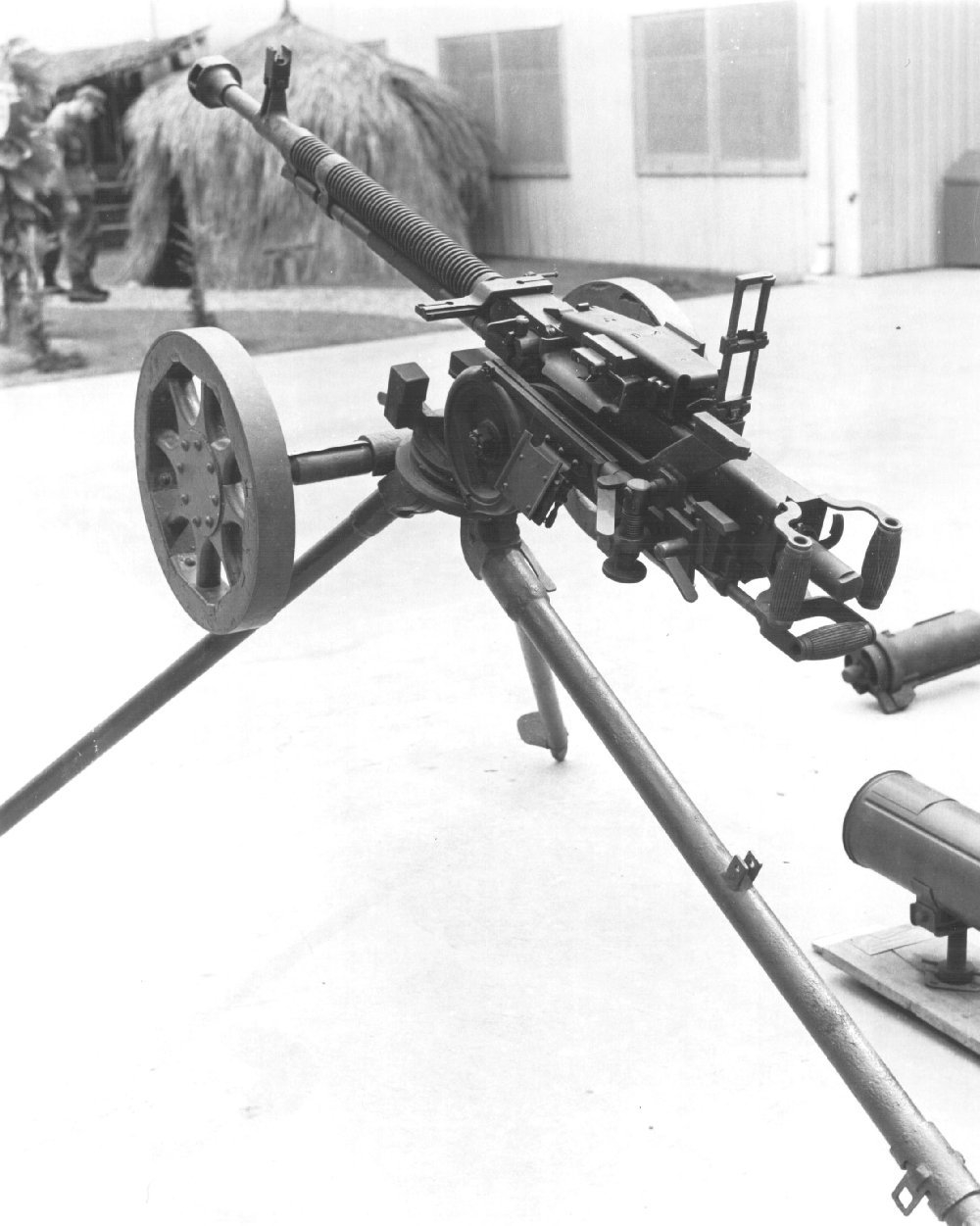
ДШКМ Вьетнамской народной армии.

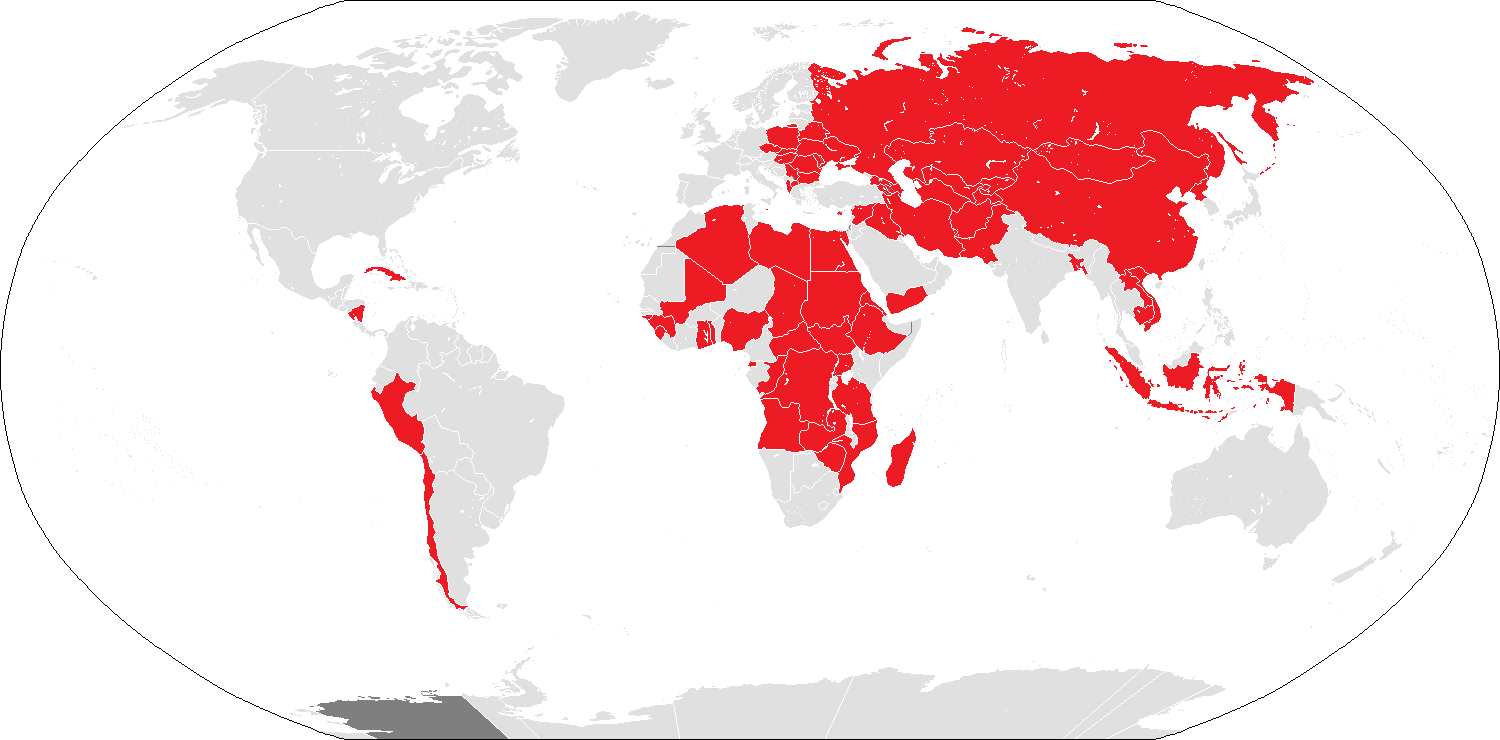
Страны в которых ДШК стоял на вооружении.

ДШКМ состоял или состоит на вооружении свыше 40 армий мира, производился в Китае (Тип 54), производится в Пакистане, Иране и некоторых других странах. Пулемёт ДШКМ использовался в качестве зенитного на советских танках послевоенного периода (Т-55, Т-62) и на бронетехнике (БТР-155). В настоящее время в ВС России пулемёты ДШК и ДШКМ практически полностью заменены крупнокалиберными пулемётами «Утёс» и «Корд», более совершенными и современными.
- Афганистан[18]
- Албания[18]
- Алжир[18]
- Ангола[18]
- Армения[18]
- Азербайджан[18]
- Бангладеш[18]
- Беларусь[18]
- Болгария[18]
- Камбоджа[18]
- Кабо-Верде[18]
- ЦАР[18]
- Чад[18]
- Чили[19]
- Республика Конго[18]
- Куба[18] — первые пулемёты чехословацкого и советского производства поступили на вооружение в 1961 году[источник не указан 3317 дней]
- Кипр[18]
- Чехословакия[14]
- Чехия[18] — бывший пользователь, заменён на Браунинг М2.
- Демократическая Республика Конго[18]
- Египет[18]
- Экваториальная Гвинея[18]
- Эритрея[18]
- Эфиопия[18]
- Финляндия[18] — бывший пользователь, заменён на НСВ
- Грузия[18]
- Гана[18]
- Гвинея[18]
- Гвинея-Бисау[18]
- Венгрия[18]
- Индонезия[18]
- Иран[20]
- Ирак[18]
- Израиль[18]
- Казахстан[18]
- Кыргызстан[18]
- Лаос[18]
- Ливия[18]
- Северная Македония[18]
- Мадагаскар[18]
- Мали[18]
- Мальта[18]
- Мозамбик[18]
- Никарагуа[18]
- Нигерия[18]
- КНДР[18]
- Северный Вьетнам[14]
- Пакистан[20]
- Китай[14] — бывший пользователь, заменён на Тип 85, W85 и QJZ-89
- Перу[18]
- Россия[18] — бывший пользователь, заменён на НСВ-12,7 и Корд (пулемёт).
- Сербия[18] — бывший пользователь, заменён на НСВ.
- Сейшельские Острова[18]
- Сьерра-Леоне[18]
- Словакия[18]
- Сомали[18]
- СССР[14]
- Сирия[18]
- Танзания[18]
- Того[18]
- Туркменистан[18]
- Уганда[18]
- Украина[18]
- Узбекистан[18]
- Вьетнам[18]
- Йемен[18]
- Югославия — первые 257 шт. ДШК части НОАЮ получили в 1944 году[20][21]
- Замбия[18]
- Зимбабве[18]

## Боевое применение

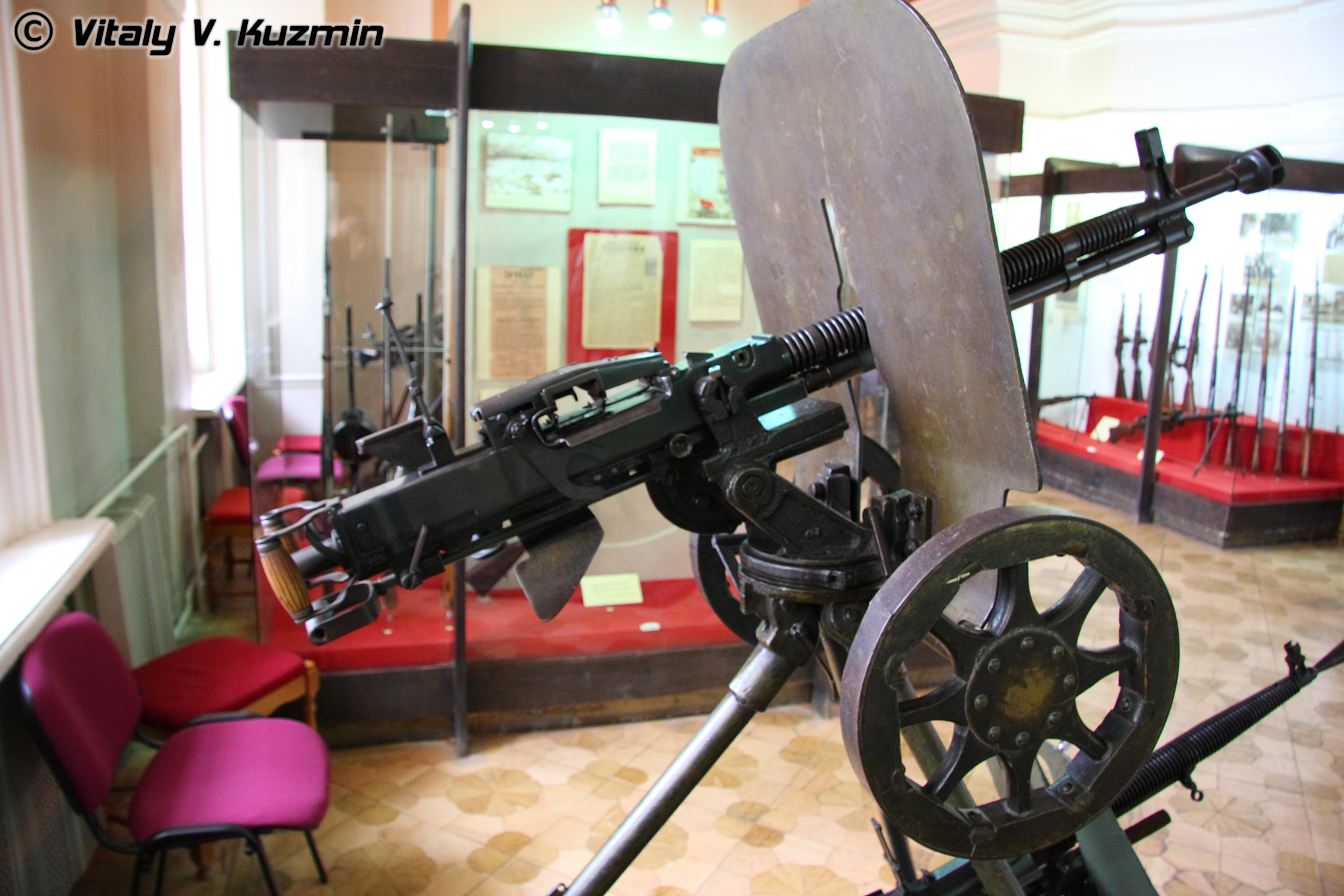
ДШКМ в Тульском государственном музее оружия.

- Великая Отечественная война — применялся СССР с самого начала на всех направлениях и прошёл всю войну. Использовался в качестве станкового и зенитного пулемёта. Крупный калибр позволял пулемёту эффективно бороться со многими целями, вплоть до средних бронеавтомобилей. В конце войны ДШК частично ставился как зенитный на башни советских танков и САУ для самообороны машин в случае атак с воздуха и с верхних этажей в городских боях.

После окончания войны пулемёт ДШК использовался практически во всех локальных конфликтах. Некоторые из них:
- Война в Западной Сахаре — с помощью пулемётов ДШК были сбиты по крайней мере два самолёта (BN-2 Defender ВВС Мавритании и реактивный F-5A ВВС Марокко)[22].
- Афганская война (1979—1989) (как со стороны СА ВС СССР, так и афганских партизан). С помощью ДШК душманы сбили ряд советских самолётов и вертолётов (в частности, реактивные истребители-бомбардировщики Су-17 3 апреля 1986, 22 октября 1986, 19 июня 1987)[23][24] В отчётах 40-й армии регулярно фигурировали уничтоженные и захваченные у противника ДШК, например, за декабрь 1984 года было уничтожено 65 ДШК[25].
- Применялся армией Гренады во время вторжения США в 1983 году.
- В гражданской войне в Ливии и Сирии использовался как правительственными войсками, так и повстанцами.
- Во время войн в Чечне в 1994—2000 (использовался чеченской стороной).
- ДШК применяются во время Российско-украинской войны. С 2 сентября 2014 года ДШК начали поступать в добровольческие батальоны ВСУ. Также ДШКМ состоит на вооружении 79-й аэромобильной бригады[26] и 128-й горно-штурмовой бригады. В сентябре 2015 года для 81-й аэромобильной бригады украинской армии один пулемёт ДШК был переоборудован в однозарядную снайперскую винтовку и передан на испытания[27].

## Галерея

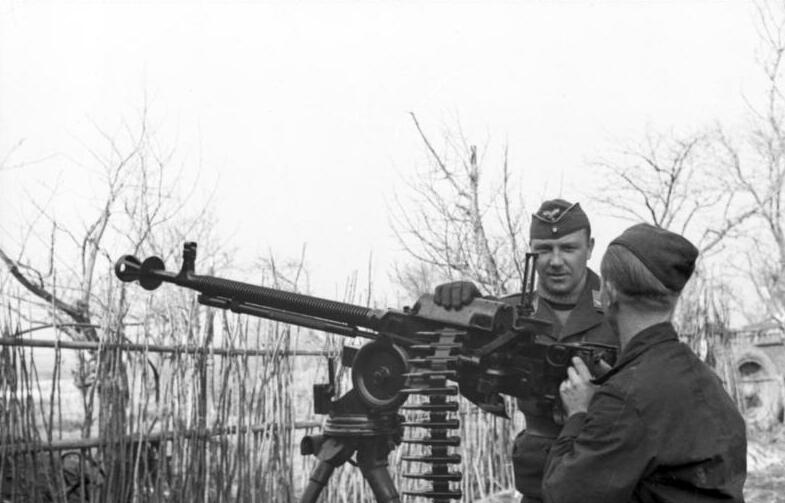
Рядовые Люфтваффе возле трофейного ДШК, 1942 г.
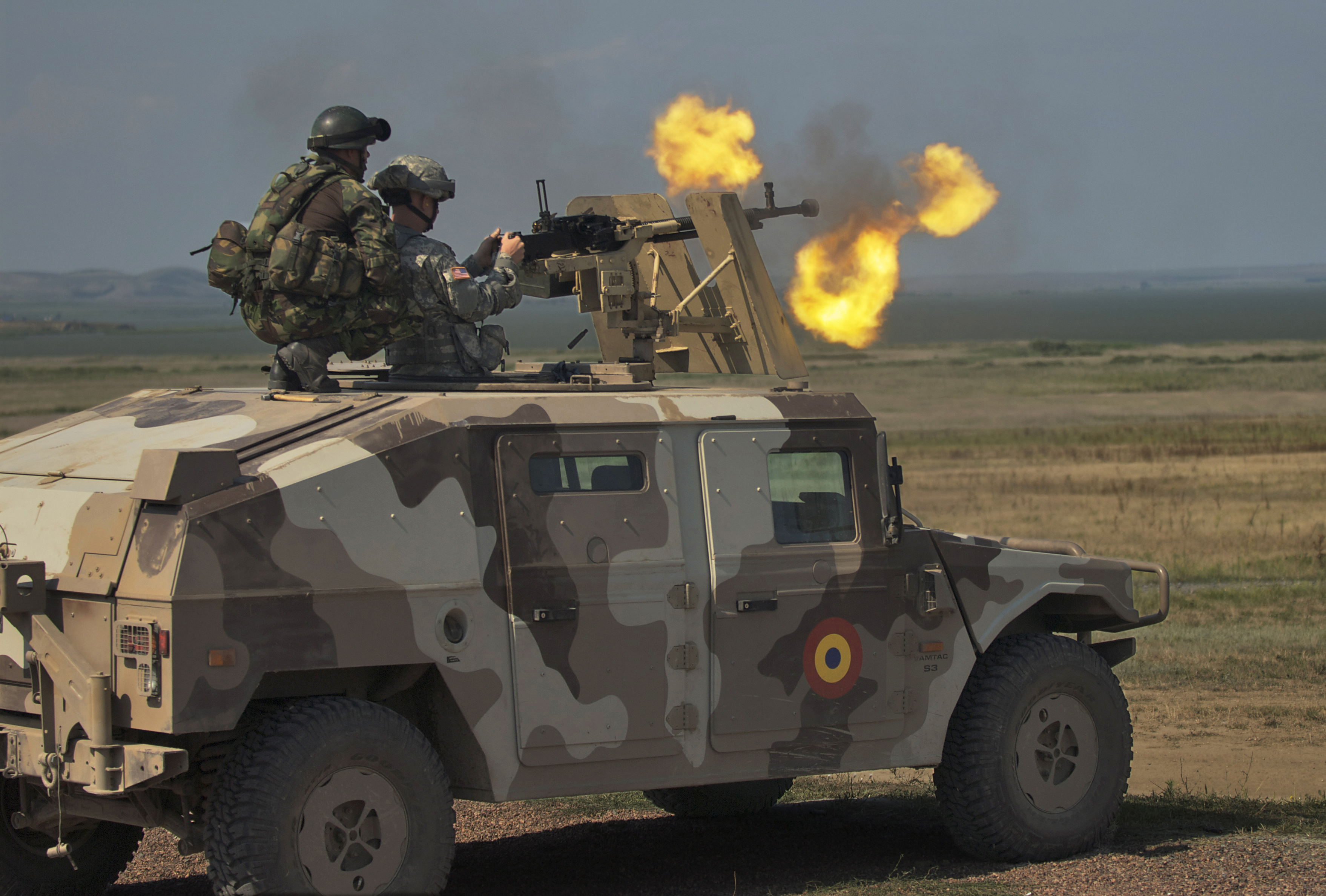
Американские пехотинцы ведут огонь из ДШКМ на румынском URO VAMTAC в ходе совместных американо-румынских манёвров, 2009 г.
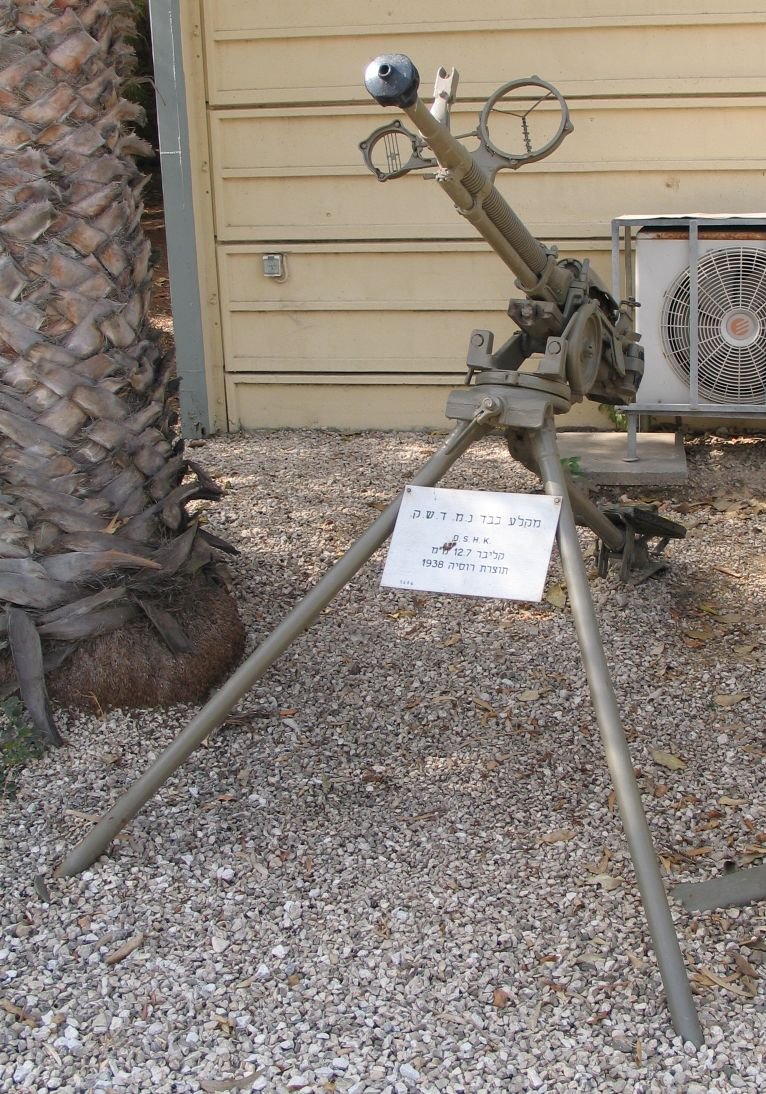
ДШКМ на универсальном станке в музее обороны, Тель-Авив.
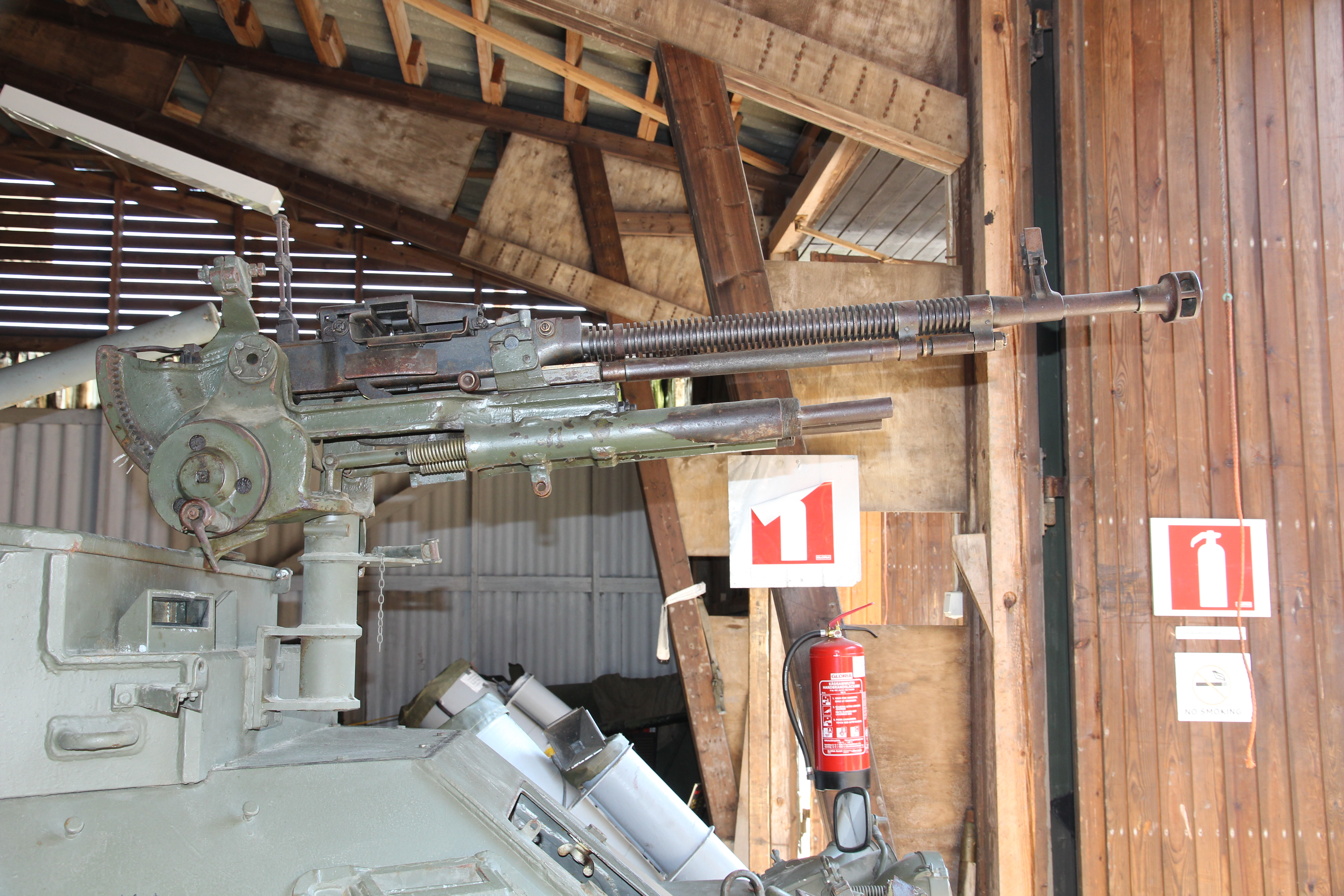
Советский ДШКМ в финском музее Торп в Инкоо.
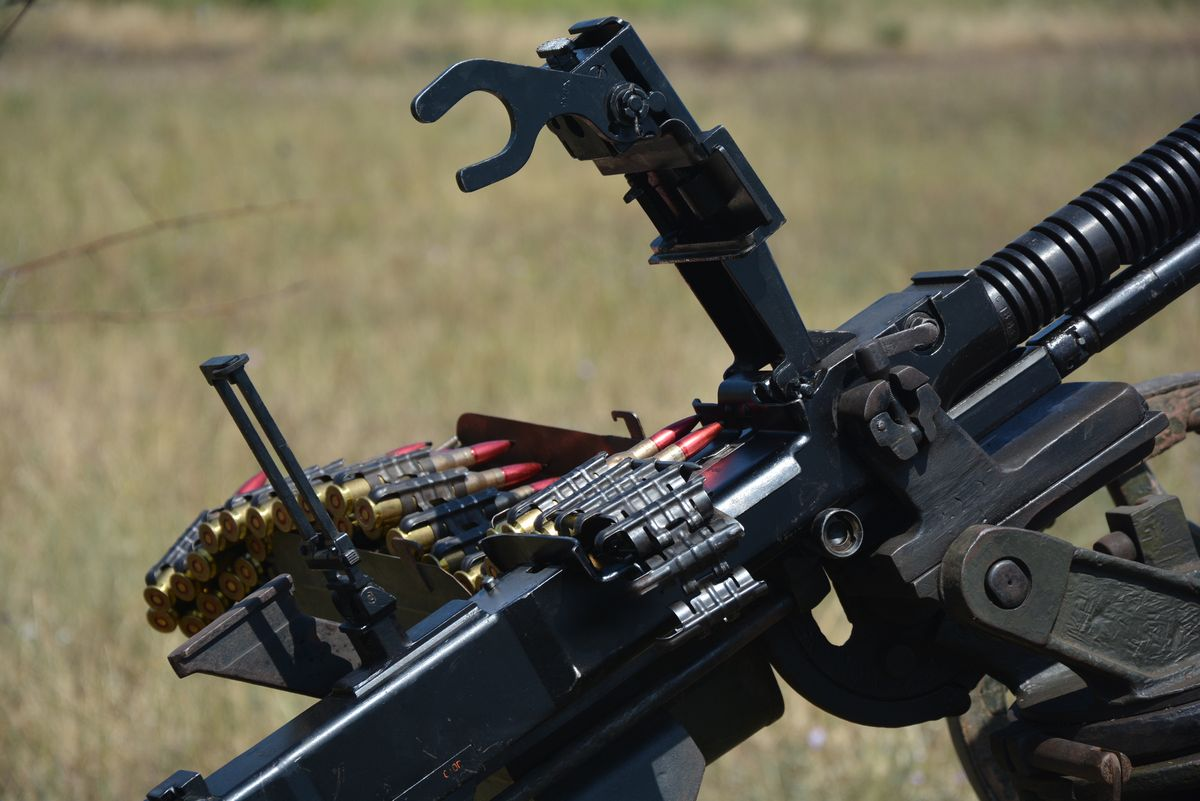
Казённик.
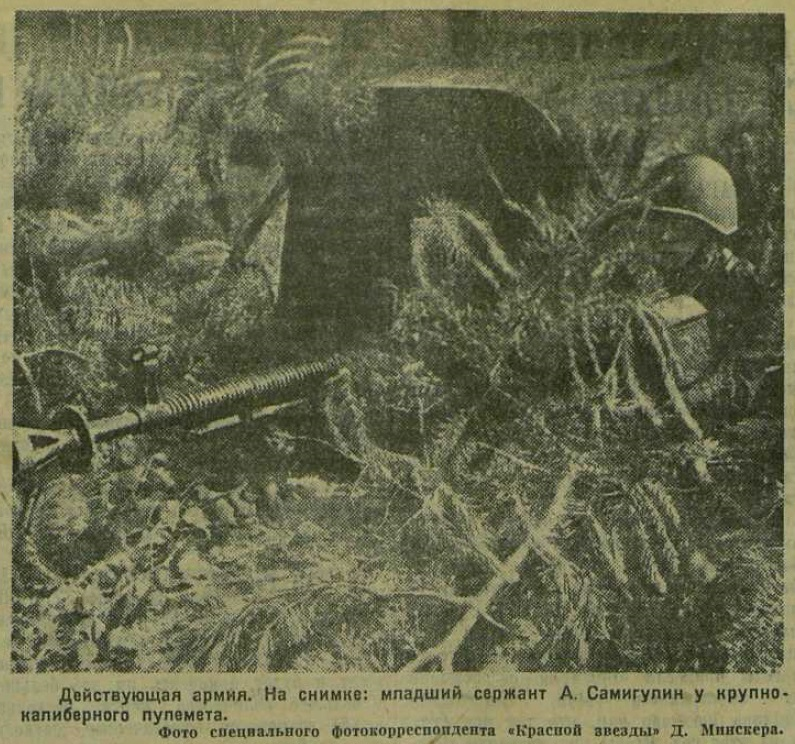
Младший сержант А. Самигулин у крупнокалиберного пулемёта ДШК-38. 8 июля 1941 г.
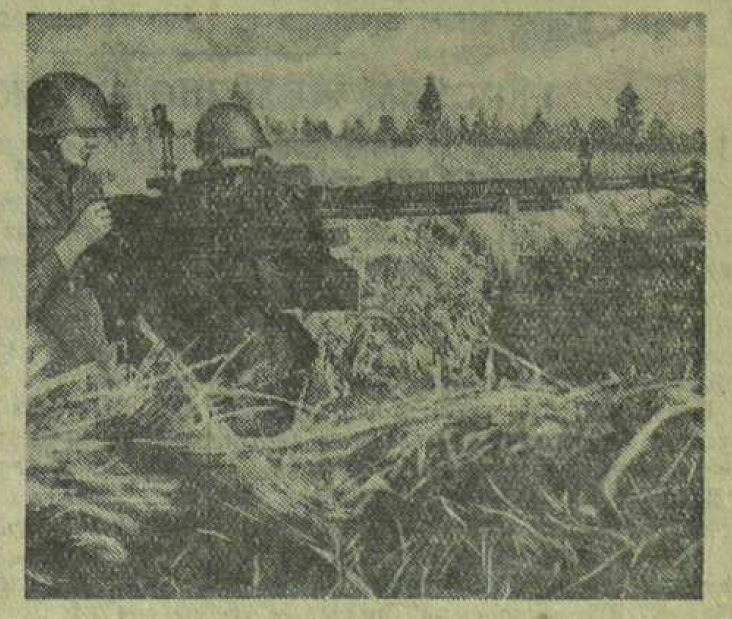
Расчёт крупнокалиберного пулемёта ДШК-38 на огневой позиции. 31 июля 1941 г.
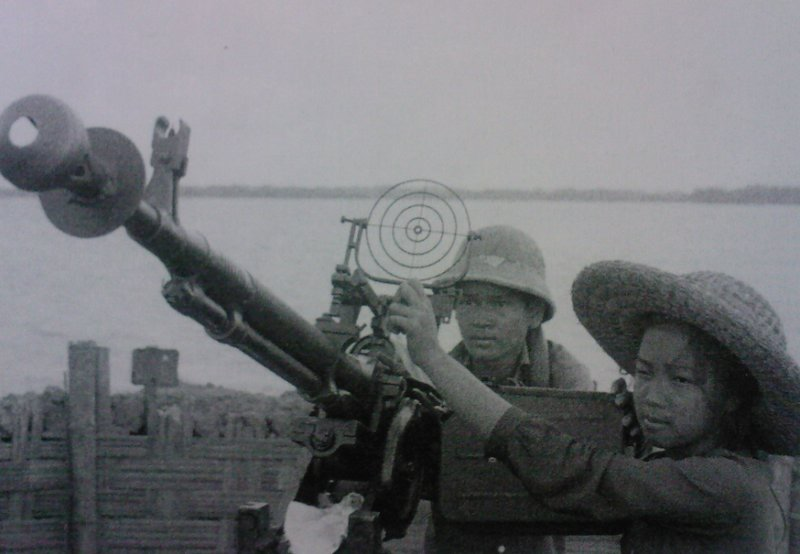
ДШК 1938 года во Вьетнаме